# Coronella brachyura
Coronella brachyura — вид змій з родини вужеві. Змія є ендеміком Індії. Вид зустрічається у штатах Махараштра, Мадх'я-Прадеш та Гуджарат. Це рідкісний вид, досі відомо лише кілька описаних знахідок цієї змії. Змію, переважно,  знаходили у людських поселеннях та на деревах у садах. Тіло самців завдовжки до 51,5 см, самиць — до 46 см.